# Специя
Специя (на италиански: La Spezia, Ла Специя) е италиански морски курортен град и община.

## География
Специя е главен административен център на едноименната провинция Специя в областта Лигурия. Население 95 579 жители към 30 септември 2009 г.

## Спорт
Футболният отбор на града носи името Специя Калчо 1906. Играе своите мачове на стадион „Алберто Пико“.

## Личности родени в Специя
- Джанкарло Джанини (р.1942), италиански киноартист
- Алесандро Петаки (р.1974), италиански колоездач

## Побратимени градове
- Байройт, Германия
- Тулон, Франция